# Mr. Simple (singolo)
Mr. Simple è un brano musicale della boy band sudcoreana Super Junior, pubblicato come decimo singolo sul mercato coreano e singolo principale del loro omonimo quinto album studio, pubblicato digitalmente il 2 agosto 2011 dalla SM Entertainment in Corea del Sud. Il singolo ha debuttato alla prima posizione della Circle Chart, la classifica dei singoli più venduti in Corea.
La versione giapponese del brano è stata pubblicata come secondo singolo sul mercato giapponese il 7 dicembre 2011 dalla Avex Trax. Il singolo ha debuttato alla seconda posizione della classifica Oricon, vendendo 89 000 copie nella prima settimana, superando gli incassi del precedente singolo Bijin (Bonamana) che aveva venduto 59 000 copie nella prima settimana e 67.000 in totale. Il brano è stato utilizzato come accompagnamento musicale degli spot televisivi giapponesi della SKY Perfect JSAT Group. È inoltre stato utilizzato come sigla di chiusura della trasmissione Tsubo Musume in onda su TBS.
Mr. Simple è l'ottantacinquesimo singolo più venduto in Giapponedel 2011 secondo i rilevamenti Oricon ed è stato certificato disco d'oro dalla RIAJ per le 100.000 unità distribuite sul territorio.

## Tracce

### Corea
Download digitale
1. Mr. Simple - 3:59

### Giappone
CD Single
1. Mr. Simple - 3:59
2. Snow White - 4:07
3. Mr. Simple - Korean ver. - - 3:59
4. Mr. Simple - Instrumental - - 3:59 (CD Only
5. Snow White - Instrumental - - 4:07 (CD Only

### CD+DVD Limited Pressing Edition" DVD Tracklist
1. Mr. Simple
2. Mr. Simple - Dance ver. -
3. Mr. Simple - Korean ver. -
4. Mr. Simple - Korean ver. [Type B]
5. Off Shot Clip

### "CD+DVD" DVD Tracklist
1. Mr. Simple
2. Mr. Simple - Korean ver. -

## Classifiche
| Classifica (2005) | Posizione massima |
| ----------------- | ----------------- |
| Corea (Gaon)      | 1                 |
| Giappone (Oricon) | 2                 |